# Baben
Baben là một đô thị thuộc huyện Stendal, bang Sachsen-Anhalt, Đức. Đô thị Baben có diện tích 9,06 km², dân số thời điểm ngày 31 tháng 12 năm 2006 là 190 người.